# Psychotria ombrophila
Psychotria ombrophila är en måreväxtart som först beskrevs av Raymond Albert Alfred Schnell, och fick sitt nu gällande namn av Bernard Verdcourt. Psychotria ombrophila ingår i släktet Psychotria och familjen måreväxter. Inga underarter finns listade i Catalogue of Life.